# Asiatiska mästerskapet i fotboll 1996
Asiatiska mästerskapet i fotboll 1996 var den elfte upplagan av turneringen. Huvudturneringen avgjordes i Förenade arabemiraten under perioden 4–21 december 1996. Saudiarabien slog Förenade arabemiraten med 1–0 i finalen i Abu Dhabi.

## Deltagare
- Förenade arabemiraten direktkvalificerade som hemmalag
- Japan direktkvalificerade som regerande mästare

33 lag deltog i kvalspelet. De delades upp i 10 grupper, där gruppvinnarna kvalificerade sig:
- Kina
- Indonesien
- Iran
- Irak
- Sydkorea
- Kuwait
- Saudiarabien
- Syrien
- Thailand
- Uzbekistan

## Gruppspel
Alla tider är UAE-tid (UTC+4)

### Grupp A
| Nr | Lag                   | S | V | O | F | GM | IM | MS | P |
| -- | --------------------- | - | - | - | - | -- | -- | -- | - |
| 1  | Förenade arabemiraten | 3 | 2 | 1 | 0 | 6  | 3  | +3 | 7 |
| 2  | Kuwait                | 3 | 1 | 1 | 1 | 6  | 5  | +1 | 4 |
| 3  | Sydkorea              | 3 | 1 | 1 | 1 | 5  | 5  | 0  | 4 |
| 4  | Indonesien            | 3 | 0 | 1 | 2 | 4  | 8  | −4 | 1 |

|       | 4 december 1996 | Förenade arabemiraten | 1 – 1        | Sydkorea          | Sheikh Zayed Stadium, Abu Dhabi                    |                                                    |
| 16:45 | 16:45           | K. Saad 40′           | Matchrapport | Hwang Sun-Hong 9′ | Publik: 35 000 Domare: Pirom Un-Prasert (Thailand) | Publik: 35 000 Domare: Pirom Un-Prasert (Thailand) |
| 16:45 | 16:45           |                       |              |                   | Publik: 35 000 Domare: Pirom Un-Prasert (Thailand) | Publik: 35 000 Domare: Pirom Un-Prasert (Thailand) |
| 16:45 | 16:45           |                       |              |                   | Publik: 35 000 Domare: Pirom Un-Prasert (Thailand) | Publik: 35 000 Domare: Pirom Un-Prasert (Thailand) |

|       | 4 december 1996 | Indonesien          | 2 – 2        | Kuwait                               | Sheikh Zayed Stadium, Abu Dhabi                 |                                                 |
| 18:45 | 18:45           | Putro 20′ Wabia 40′ | Matchrapport | Al-Saqer 73′ Bader Haji 84′ (straff) | Publik: 15 000 Domare: Jamal Al Sharif (Syrien) | Publik: 15 000 Domare: Jamal Al Sharif (Syrien) |
| 18:45 | 18:45           |                     |              |                                      | Publik: 15 000 Domare: Jamal Al Sharif (Syrien) | Publik: 15 000 Domare: Jamal Al Sharif (Syrien) |
| 18:45 | 18:45           |                     |              |                                      | Publik: 15 000 Domare: Jamal Al Sharif (Syrien) | Publik: 15 000 Domare: Jamal Al Sharif (Syrien) |

|       | 7 december 1996 | Förenade arabemiraten                | 3 – 2        | Kuwait             | Sheikh Zayed Stadium, Abu Dhabi                  |                                                  |
| 16:45 | 16:45           | Saeed 53′ Al-Talyani 55′ B. Saad 80′ | Matchrapport | Al-Huwaidi 9′, 44′ | Publik: 15 000 Domare: Charles Massembe (Uganda) | Publik: 15 000 Domare: Charles Massembe (Uganda) |
| 16:45 | 16:45           |                                      |              |                    | Publik: 15 000 Domare: Charles Massembe (Uganda) | Publik: 15 000 Domare: Charles Massembe (Uganda) |
| 16:45 | 16:45           |                                      |              |                    | Publik: 15 000 Domare: Charles Massembe (Uganda) | Publik: 15 000 Domare: Charles Massembe (Uganda) |

|       | 7 december 1996 | Sydkorea                                                | 4 – 2        | Indonesien          | Sheikh Zayed Stadium, Abu Dhabi                  |                                                  |
| 19:00 | 19:00           | Kim Do-Hoon 5′ Hwang Sun-Hong 7′, 15′ Ko Jeong-Woon 55′ | Matchrapport | Wabia 58′ Putro 65′ | Publik: 2 000 Domare: Shamsul Maidin (Singapore) | Publik: 2 000 Domare: Shamsul Maidin (Singapore) |
| 19:00 | 19:00           |                                                         |              |                     | Publik: 2 000 Domare: Shamsul Maidin (Singapore) | Publik: 2 000 Domare: Shamsul Maidin (Singapore) |
| 19:00 | 19:00           |                                                         |              |                     | Publik: 2 000 Domare: Shamsul Maidin (Singapore) | Publik: 2 000 Domare: Shamsul Maidin (Singapore) |

|       | 10 december 1996 | Förenade arabemiraten    | 2 – 0        | Indonesien | Sheikh Zayed Stadium, Abu Dhabi      |                                      |
| 16:45 | 16:45            | Saeed 15′ Al-Talyani 64′ | Matchrapport |            | Publik: 10 000 Domare: Lu Jun (Kina) | Publik: 10 000 Domare: Lu Jun (Kina) |
| 16:45 | 16:45            |                          |              |            | Publik: 10 000 Domare: Lu Jun (Kina) | Publik: 10 000 Domare: Lu Jun (Kina) |
| 16:45 | 16:45            |                          |              |            | Publik: 10 000 Domare: Lu Jun (Kina) | Publik: 10 000 Domare: Lu Jun (Kina) |

|       | 10 december 1996 | Kuwait                             | 2 – 0        | Sydkorea | Sheikh Zayed Stadium, Abu Dhabi                      |                                                      |
| 19:00 | 19:00            | Al-Huwaidi 60′ Bashar Abdullah 87′ | Matchrapport |          | Publik: 3 000 Domare: Mohd Nazri Abdullah (Malaysia) | Publik: 3 000 Domare: Mohd Nazri Abdullah (Malaysia) |
| 19:00 | 19:00            |                                    |              |          | Publik: 3 000 Domare: Mohd Nazri Abdullah (Malaysia) | Publik: 3 000 Domare: Mohd Nazri Abdullah (Malaysia) |
| 19:00 | 19:00            |                                    |              |          | Publik: 3 000 Domare: Mohd Nazri Abdullah (Malaysia) | Publik: 3 000 Domare: Mohd Nazri Abdullah (Malaysia) |

### Grupp B
| Nr | Lag          | S | V | O | F | GM | IM | MS  | P |
| -- | ------------ | - | - | - | - | -- | -- | --- | - |
| 1  | Iran         | 3 | 2 | 0 | 1 | 7  | 3  | +4  | 6 |
| 2  | Saudiarabien | 3 | 2 | 0 | 1 | 7  | 3  | +4  | 6 |
| 3  | Irak         | 3 | 2 | 0 | 1 | 6  | 3  | +3  | 6 |
| 4  | Thailand     | 3 | 0 | 0 | 3 | 2  | 13 | −11 | 0 |

|       | 5 december 1996 | Saudiarabien                                                                         | 6 – 0        | Thailand | Al-Maktoum Stadium, Dubai                         |                                                   |
| 16:45 | 16:45           | Al-Temawi 10′ (str.), 29′ (straff) Al-Mehallel 15′, 54′ Al-Muwallid 18′ Al-Jaber 52′ | Matchrapport |          | Publik: 5 000 Domare: Gamal Al-Ghandour (Egypten) | Publik: 5 000 Domare: Gamal Al-Ghandour (Egypten) |
| 16:45 | 16:45           |                                                                                      |              |          | Publik: 5 000 Domare: Gamal Al-Ghandour (Egypten) | Publik: 5 000 Domare: Gamal Al-Ghandour (Egypten) |
| 16:45 | 16:45           |                                                                                      |              |          | Publik: 5 000 Domare: Gamal Al-Ghandour (Egypten) | Publik: 5 000 Domare: Gamal Al-Ghandour (Egypten) |

|       | 5 december 1996 | Iran              | 1 – 2        | Irak                               | Al-Maktoum Stadium, Dubai                      |                                                |
| 19:00 | 19:00           | Daei 90′ (straff) | Matchrapport | Hussam Fawzi 37′ Khalid Sabbar 69′ | Publik: 15 000 Domare: Masayoshi Okada (Japan) | Publik: 15 000 Domare: Masayoshi Okada (Japan) |
| 19:00 | 19:00           |                   |              |                                    | Publik: 15 000 Domare: Masayoshi Okada (Japan) | Publik: 15 000 Domare: Masayoshi Okada (Japan) |
| 19:00 | 19:00           |                   |              |                                    | Publik: 15 000 Domare: Masayoshi Okada (Japan) | Publik: 15 000 Domare: Masayoshi Okada (Japan) |

|       | 8 december 1996 | Saudiarabien    | 1 – 0        | Irak | Al-Maktoum Stadium, Dubai                                  |                                                            |
| 16:45 | 16:45           | Al-Mehallel 26′ | Matchrapport |      | Publik: 12 000 Domare: Ali Bujsaim (Förenade arabemiraten) | Publik: 12 000 Domare: Ali Bujsaim (Förenade arabemiraten) |
| 16:45 | 16:45           |                 |              |      | Publik: 12 000 Domare: Ali Bujsaim (Förenade arabemiraten) | Publik: 12 000 Domare: Ali Bujsaim (Förenade arabemiraten) |
| 16:45 | 16:45           |                 |              |      | Publik: 12 000 Domare: Ali Bujsaim (Förenade arabemiraten) | Publik: 12 000 Domare: Ali Bujsaim (Förenade arabemiraten) |

|       | 8 december 1996 | Thailand      | 1 – 3        | Iran                              | Al-Maktoum Stadium, Dubai            |                                      |
| 19:00 | 19:00           | Senamuang 80′ | Matchrapport | Saadavi 38′ Minavand 54′ Daei 70′ | Publik: 12 000 Domare: Lu Jun (Kina) | Publik: 12 000 Domare: Lu Jun (Kina) |
| 19:00 | 19:00           |               |              |                                   | Publik: 12 000 Domare: Lu Jun (Kina) | Publik: 12 000 Domare: Lu Jun (Kina) |
| 19:00 | 19:00           |               |              |                                   | Publik: 12 000 Domare: Lu Jun (Kina) | Publik: 12 000 Domare: Lu Jun (Kina) |

|       | 11 december 1996 | Saudiarabien | 0 – 3        | Iran                           | Al-Maktoum Stadium, Dubai                      |                                                |
| 16:45 | 16:45            |              | Matchrapport | Daei 12′ Bagheri 37′ Azizi 47′ | Publik: 12 000 Domare: Masayoshi Okada (Japan) | Publik: 12 000 Domare: Masayoshi Okada (Japan) |
| 16:45 | 16:45            |              |              |                                | Publik: 12 000 Domare: Masayoshi Okada (Japan) | Publik: 12 000 Domare: Masayoshi Okada (Japan) |
| 16:45 | 16:45            |              |              |                                | Publik: 12 000 Domare: Masayoshi Okada (Japan) | Publik: 12 000 Domare: Masayoshi Okada (Japan) |

|       | 11 december 1996 | Irak                                           | 4 – 1        | Thailand       | Al-Maktoum Stadium, Dubai                      |                                                |
| 19:00 | 19:00            | Haidar Mahmoud 17′, 50′ Laith Hussein 23′, 63′ | Matchrapport | Chalermsan 26′ | Publik: 3 000 Domare: Kim Young-Joo (Sydkorea) | Publik: 3 000 Domare: Kim Young-Joo (Sydkorea) |
| 19:00 | 19:00            |                                                |              |                | Publik: 3 000 Domare: Kim Young-Joo (Sydkorea) | Publik: 3 000 Domare: Kim Young-Joo (Sydkorea) |
| 19:00 | 19:00            |                                                |              |                | Publik: 3 000 Domare: Kim Young-Joo (Sydkorea) | Publik: 3 000 Domare: Kim Young-Joo (Sydkorea) |

### Grupp C
| Nr | Lag        | S | V | O | F | GM | IM | MS | P |
| -- | ---------- | - | - | - | - | -- | -- | -- | - |
| 1  | Japan      | 3 | 3 | 0 | 0 | 7  | 1  | +6 | 9 |
| 2  | Kina       | 3 | 1 | 0 | 2 | 3  | 3  | 0  | 3 |
| 3  | Syrien     | 3 | 1 | 0 | 2 | 3  | 6  | −3 | 3 |
| 4  | Uzbekistan | 3 | 1 | 0 | 2 | 3  | 6  | −3 | 3 |

|       | 6 december 1996 | Japan                       | 2 – 1        | Syrien      | Tahnoun Bin Mohamed Stadium, al-Ayn                   |                                                       |
| 16:45 | 16:45           | Abbas 85′ (sjm.) Takagi 88′ | Matchrapport | Jokhadar 8′ | Publik: 10 000 Domare: Mohd Nazri Abdullah (Malaysia) | Publik: 10 000 Domare: Mohd Nazri Abdullah (Malaysia) |
| 16:45 | 16:45           |                             |              |             | Publik: 10 000 Domare: Mohd Nazri Abdullah (Malaysia) | Publik: 10 000 Domare: Mohd Nazri Abdullah (Malaysia) |
| 16:45 | 16:45           |                             |              |             | Publik: 10 000 Domare: Mohd Nazri Abdullah (Malaysia) | Publik: 10 000 Domare: Mohd Nazri Abdullah (Malaysia) |

|       | 6 december 1996 | Kina | 0 – 2        | Uzbekistan                 | Tahnoun Bin Mohamed Stadium, al-Ayn                       |                                                           |
| 19:00 | 19:00           |      | Matchrapport | Shkvyrin 78′ Shatskikh 90′ | Publik: 3 000 Domare: Abdul Rahman Al-Zeid (Saudiarabien) | Publik: 3 000 Domare: Abdul Rahman Al-Zeid (Saudiarabien) |
| 19:00 | 19:00           |      |              |                            | Publik: 3 000 Domare: Abdul Rahman Al-Zeid (Saudiarabien) | Publik: 3 000 Domare: Abdul Rahman Al-Zeid (Saudiarabien) |
| 19:00 | 19:00           |      |              |                            | Publik: 3 000 Domare: Abdul Rahman Al-Zeid (Saudiarabien) | Publik: 3 000 Domare: Abdul Rahman Al-Zeid (Saudiarabien) |

|       | 9 december 1996 | Japan                                | 4 – 0        | Uzbekistan | Tahnoun Bin Mohamed Stadium, al-Ayn       |                                           |
| 16:45 | 16:45           | Nanami 7′ Miura 37′ Maezono 86′, 90′ | Matchrapport |            | Publik: 3 000 Domare: Jalal Moradi (Iran) | Publik: 3 000 Domare: Jalal Moradi (Iran) |
| 16:45 | 16:45           |                                      |              |            | Publik: 3 000 Domare: Jalal Moradi (Iran) | Publik: 3 000 Domare: Jalal Moradi (Iran) |
| 16:45 | 16:45           |                                      |              |            | Publik: 3 000 Domare: Jalal Moradi (Iran) | Publik: 3 000 Domare: Jalal Moradi (Iran) |

|       | 9 december 1996 | Syrien | 0 – 3        | Kina                                   | Tahnoun Bin Mohamed Stadium, al-Ayn            |                                                |
| 19:00 | 19:00           |        | Matchrapport | Ma Mingyu 35′ Gao Feng 49′ Li Bing 73′ | Publik: 3 000 Domare: Kim Young-Joo (Sydkorea) | Publik: 3 000 Domare: Kim Young-Joo (Sydkorea) |
| 19:00 | 19:00           |        |              |                                        | Publik: 3 000 Domare: Kim Young-Joo (Sydkorea) | Publik: 3 000 Domare: Kim Young-Joo (Sydkorea) |
| 19:00 | 19:00           |        |              |                                        | Publik: 3 000 Domare: Kim Young-Joo (Sydkorea) | Publik: 3 000 Domare: Kim Young-Joo (Sydkorea) |

|       | 12 december 1996 | Japan    | 1 – 0        | Kina | Tahnoun Bin Mohamed Stadium, al-Ayn                       |                                                           |
| 16:45 | 16:45            | Soma 90′ | Matchrapport |      | Publik: 2 000 Domare: Abdul Rahman Al-Zeid (Saudiarabien) | Publik: 2 000 Domare: Abdul Rahman Al-Zeid (Saudiarabien) |
| 16:45 | 16:45            |          |              |      | Publik: 2 000 Domare: Abdul Rahman Al-Zeid (Saudiarabien) | Publik: 2 000 Domare: Abdul Rahman Al-Zeid (Saudiarabien) |
| 16:45 | 16:45            |          |              |      | Publik: 2 000 Domare: Abdul Rahman Al-Zeid (Saudiarabien) | Publik: 2 000 Domare: Abdul Rahman Al-Zeid (Saudiarabien) |

|       | 12 december 1996 | Uzbekistan           | 1 – 2        | Syrien               | Tahnoun Bin Mohamed Stadium, al-Ayn                       |                                                           |
| 19:00 | 19:00            | Lebedev 53′ (straff) | Matchrapport | Jokhadar 48′ Dib 74′ | Publik: 2 000 Domare: Ali Bujsaim (Förenade arabemiraten) | Publik: 2 000 Domare: Ali Bujsaim (Förenade arabemiraten) |
| 19:00 | 19:00            |                      |              |                      | Publik: 2 000 Domare: Ali Bujsaim (Förenade arabemiraten) | Publik: 2 000 Domare: Ali Bujsaim (Förenade arabemiraten) |
| 19:00 | 19:00            |                      |              |                      | Publik: 2 000 Domare: Ali Bujsaim (Förenade arabemiraten) | Publik: 2 000 Domare: Ali Bujsaim (Förenade arabemiraten) |

### Ranking av grupptreor
Vid slutet av första fasen jämfördes grupptreorna. De två bästa av dem gick vidare till kvartsfinal.
| Nr | Lag (grupp)  | S | V | O | F | GM | IM | MS | P |
| -- | ------------ | - | - | - | - | -- | -- | -- | - |
| 1  | Irak (B)     | 3 | 2 | 0 | 1 | 6  | 3  | +3 | 6 |
| 2  | Sydkorea (A) | 3 | 1 | 1 | 1 | 5  | 5  | 0  | 4 |
| 3  | Syrien (C)   | 3 | 1 | 0 | 2 | 3  | 6  | −3 | 3 |

## Utslagsspel
Alla tider är UAE-tid (UTC+4)
|  | Kvartsfinaler                   | Kvartsfinaler                |                              |                              | Semifinaler                  | Semifinaler             |                |        | Final                        | Final      |
|  | 0                               | 0                            | 0                            | 0                            | 0                            | 0                       | 0              | 0      | 0                            | 0          |
|  | 15 december 1996 - Abu Dhabi    | 15 december 1996 - Abu Dhabi | 0                            | 0                            |                              |                         | 0              | 0      |                              |            |
|  | 15 december 1996 - Abu Dhabi    | 15 december 1996 - Abu Dhabi | 0                            | 0                            |                              |                         | 0              | 0      |                              |            |
|  | 0 Förenade arabemiraten (e.fl.) | 01                           | 0                            | 0                            |                              |                         | 0              | 0      |                              |            |
|  | 0 Förenade arabemiraten (e.fl.) | 01                           | 0                            | 0                            | 18 december 1996 - Abu Dhabi |                         | 0              | 0      |                              |            |
|  | 0 Irak                          | 0                            | 0                            | 0                            |                              |                         | 0              | 0      |                              |            |
|  | 0 Irak                          | 0                            | 0                            | 0                            | 0 Förenade arabemiraten      | 01                      | 0              | 0      |                              |            |
|  | 15 december 1996 - al-Ayn       |                              | 0                            | 0                            | 0 Förenade arabemiraten      | 01                      | 0              | 0      |                              |            |
|  | 0                               | 0 Kuwait                     | 0                            | 0                            | 0                            |                         |                | 0      |                              |            |
|  | 0                               | 0 Kuwait                     | 0                            | 0                            | 0                            | 0 Kuwait                | 02             | 0      |                              |            |
|  | 0                               |                              | 0                            | 21 december 1996 - Abu Dhabi | 0                            | 0 Kuwait                | 02             | 0      |                              |            |
|  | 0                               | 0 Japan                      | 0                            | 0                            | 0                            |                         |                | 0      |                              |            |
|  | 0                               | 0 Japan                      | 0                            | 0                            | 0                            | 0 Förenade arabemiraten | 00 (2)         | 0      |                              |            |
|  | 0                               | 16 december 1996 - Dubai     |                              | 0                            | 0                            | 0 Förenade arabemiraten | 00 (2)         | 0      |                              |            |
|  | 0                               | 0                            | 0 Saudiarabien (str)         | 0                            | 0                            | 00 (4)                  |                |        |                              |            |
|  | 0                               | 0                            | 0 Saudiarabien (str)         | 0                            | 0                            | 00 (4)                  | 0 Sydkorea     | 02     |                              |            |
|  | 0                               | 0                            | 18 december 1996 - Abu Dhabi | 0                            | 0                            |                         | 0 Sydkorea     | 02     |                              |            |
|  | 0                               | 0                            | 0 Iran                       | 06                           | 0                            | 0                       |                |        |                              |            |
|  | 0                               | 0                            | 0 Iran                       | 06                           | 0                            | 0                       | 0 Iran         | 00 (3) | Bronsmatch                   | Bronsmatch |
|  | 0                               | 0                            | 16 december 1996 - Abu Dhabi |                              | 0                            | 0                       | 0 Iran         | 00 (3) | Bronsmatch                   | Bronsmatch |
|  | 0                               | 0                            | 0 Saudiarabien (str)         | 00 (4)                       | 0                            | 0                       |                |        |                              |            |
|  | 0                               | 0                            | 0 Saudiarabien (str)         | 00 (4)                       | 0                            | 0                       | 0 Saudiarabien | 04     | 0 Kuwait                     | 01 (2)     |
|  | 0                               | 0                            |                              |                              | 0                            | 0                       | 0 Saudiarabien | 04     | 0 Kuwait                     | 01 (2)     |
|  | 0                               | 0                            | 0 Kina                       | 03                           | 0                            | 0                       | 0 Iran (str)   | 01 (3) |                              |            |
|  | 0                               | 0                            | 0 Kina                       | 03                           | 0                            | 0                       | 0 Iran (str)   | 01 (3) |                              |            |
|  |                                 |                              |                              |                              |                              |                         |                |        | 21 december 1996 - Abu Dhabi |            |
|  |                                 |                              |                              |                              |                              |                         |                |        |                              |            |

### Kvartsfinaler
|       | 15 december 1996 | Förenade arabemiraten | 1 – 0 (e.fl.) | Irak | Sheikh Zayed Stadium, Abu Dhabi                    |                                                    |
| 16:45 | 16:45            | Ab. Ibrahim 103′      | Matchrapport  |      | Publik: 50 000 Domare: Gamal Al-Ghandour (Egypten) | Publik: 50 000 Domare: Gamal Al-Ghandour (Egypten) |
| 16:45 | 16:45            |                       |               |      | Publik: 50 000 Domare: Gamal Al-Ghandour (Egypten) | Publik: 50 000 Domare: Gamal Al-Ghandour (Egypten) |
| 16:45 | 16:45            |                       |               |      | Publik: 50 000 Domare: Gamal Al-Ghandour (Egypten) | Publik: 50 000 Domare: Gamal Al-Ghandour (Egypten) |

|       | 15 december 1996 | Kuwait              | 2 – 0        | Japan | Tahnoun Bin Mohamed Stadium, al-Ayn               |                                                   |
| 19:30 | 19:30            | Al-Huwaidi 17′, 54′ | Matchrapport |       | Publik: 2 000 Domare: Pirom Un-Prasert (Thailand) | Publik: 2 000 Domare: Pirom Un-Prasert (Thailand) |
| 19:30 | 19:30            |                     |              |       | Publik: 2 000 Domare: Pirom Un-Prasert (Thailand) | Publik: 2 000 Domare: Pirom Un-Prasert (Thailand) |
| 19:30 | 19:30            |                     |              |       | Publik: 2 000 Domare: Pirom Un-Prasert (Thailand) | Publik: 2 000 Domare: Pirom Un-Prasert (Thailand) |

|       | 16 december 1996 | Sydkorea                          | 2 – 6        | Iran                                                   | Al-Maktoum Stadium, Dubai                       |                                                 |
| 16:45 | 16:45            | Kim Do-Hoon 11′ Shin Tae-Yong 35′ | Matchrapport | Bagheri 31′ Azizi 52′ Daei 66′, 76′, 83′, 89′ (straff) | Publik: 19 000 Domare: Jamal Al Sharif (Syrien) | Publik: 19 000 Domare: Jamal Al Sharif (Syrien) |
| 16:45 | 16:45            |                                   |              |                                                        | Publik: 19 000 Domare: Jamal Al Sharif (Syrien) | Publik: 19 000 Domare: Jamal Al Sharif (Syrien) |
| 16:45 | 16:45            |                                   |              |                                                        | Publik: 19 000 Domare: Jamal Al Sharif (Syrien) | Publik: 19 000 Domare: Jamal Al Sharif (Syrien) |

|       | 16 december 1996 | Saudiarabien                                      | 4 – 3        | Kina                                | Sheikh Zayed Stadium, Abu Dhabi                      |                                                      |
| 19:30 | 19:30            | Al-Thunayan 31′, 65′ Al-Jaber 34′ Al-Mehallel 43′ | Matchrapport | Zhang Enhua 6′, 89′ Peng Weiguo 16′ | Publik: 5 000 Domare: Mohd Nazri Abdullah (Malaysia) | Publik: 5 000 Domare: Mohd Nazri Abdullah (Malaysia) |
| 19:30 | 19:30            |                                                   |              |                                     | Publik: 5 000 Domare: Mohd Nazri Abdullah (Malaysia) | Publik: 5 000 Domare: Mohd Nazri Abdullah (Malaysia) |
| 19:30 | 19:30            |                                                   |              |                                     | Publik: 5 000 Domare: Mohd Nazri Abdullah (Malaysia) | Publik: 5 000 Domare: Mohd Nazri Abdullah (Malaysia) |

### Semifinaler
|       | 18 december 1996 | Förenade arabemiraten | 1 – 0        | Kuwait | Sheikh Zayed Stadium, Abu Dhabi                |                                                |
| 16:45 | 16:45            | Saeed 69′             | Matchrapport |        | Publik: 55 000 Domare: Masayoshi Okada (Japan) | Publik: 55 000 Domare: Masayoshi Okada (Japan) |
| 16:45 | 16:45            |                       |              |        | Publik: 55 000 Domare: Masayoshi Okada (Japan) | Publik: 55 000 Domare: Masayoshi Okada (Japan) |
| 16:45 | 16:45            |                       |              |        | Publik: 55 000 Domare: Masayoshi Okada (Japan) | Publik: 55 000 Domare: Masayoshi Okada (Japan) |

|       | 18 december 1996 | Iran | 0 – 0 (e.fl.) | Saudiarabien | Sheikh Zayed Stadium, Abu Dhabi                    |                                                    |
| 19:30 | 19:30            |      | Matchrapport  |              | Publik: 35 000 Domare: Gamal Al-Ghandour (Egypten) | Publik: 35 000 Domare: Gamal Al-Ghandour (Egypten) |
| 19:30 | 19:30            |      |               |              | Publik: 35 000 Domare: Gamal Al-Ghandour (Egypten) | Publik: 35 000 Domare: Gamal Al-Ghandour (Egypten) |
| 19:30 | 19:30            |      |               |              | Publik: 35 000 Domare: Gamal Al-Ghandour (Egypten) | Publik: 35 000 Domare: Gamal Al-Ghandour (Egypten) |

|                                                |       | Straffar                                                  |  |
| Daei Peyrovani Yazdani Estili Bagheri Khakpour | 3 – 4 | Al-Temawi Sulaimani Zubromawi Al-Muwallid Al-Harbi Madani |  |

### Match om tredjepris
|       | 21 december 1996 | Iran     | 1 – 1 (e.fl.) | Kuwait         | Sheikh Zayed Stadium, Abu Dhabi                 |                                                 |
| 16:45 | 16:45            | Daei 40′ | Matchrapport  | Al-Huwaidi 15′ | Publik: 60 000 Domare: Kim Young-Joo (Sydkorea) | Publik: 60 000 Domare: Kim Young-Joo (Sydkorea) |
| 16:45 | 16:45            |          |               |                | Publik: 60 000 Domare: Kim Young-Joo (Sydkorea) | Publik: 60 000 Domare: Kim Young-Joo (Sydkorea) |
| 16:45 | 16:45            |          |               |                | Publik: 60 000 Domare: Kim Young-Joo (Sydkorea) | Publik: 60 000 Domare: Kim Young-Joo (Sydkorea) |

|                                    |       | Straffar                                                     |  |
| Moharrami Estili Peyrovani Bagheri | 3 – 2 | Bader Haji Bashar Abdullah Al-Lenqawi Abdulrahman Al-Huwaidi |  |

### Final
|       | 21 december 1996 | Förenade arabemiraten | 0 – 0 (e.fl.) | Saudiarabien | Sheikh Zayed Stadium, Abu Dhabi                       |                                                       |
| 19:35 | 19:35            |                       | Matchrapport  |              | Publik: 60 000 Domare: Mohd Nazri Abdullah (Malaysia) | Publik: 60 000 Domare: Mohd Nazri Abdullah (Malaysia) |
| 19:35 | 19:35            |                       |               |              | Publik: 60 000 Domare: Mohd Nazri Abdullah (Malaysia) | Publik: 60 000 Domare: Mohd Nazri Abdullah (Malaysia) |
| 19:35 | 19:35            |                       |               |              | Publik: 60 000 Domare: Mohd Nazri Abdullah (Malaysia) | Publik: 60 000 Domare: Mohd Nazri Abdullah (Malaysia) |

|                            |       | Straffar                                             |  |
| M. Ali Saleh K. Saad Saeed | 2 – 4 | Al-Thunayan Zubromawi Al-Harbi Al-Temawi Al-Muwallid |  |

## Vinnare
| Asiatiska mästerskapet i fotboll 1996 |
| ------------------------------------- |
| Saudiarabien Tredje titeln            |

## Priser och utmärkelser

### MVP (Most Valuable Player)
- Khodadad Azizi

### Top Scorer
- Ali Daei - 8 mål

### Bäste målvakt
- Mohamed Al-Deayea

### Fair play-priset
- Iran

### All Star-laget
| Goalkeepers       | Defenders                                         | Midfielders                                               | Forwards                                 |
| ----------------- | ------------------------------------------------- | --------------------------------------------------------- | ---------------------------------------- |
| Mohamed Al-Deayea | Abdullah Zubromawi Yousef Saleh Mohammad Khakpour | Mehrdad Minavand Mohamed Ali Khalid Al-Temawi Bakhit Saad | Khodadad Azizi Jasem Al-Huwaidi Ali Daei |

## Målskyttar
| 8 mål - Ali Daei 6 mål - Jasem Al-Huwaidi 4 mål - Fahad Al-Mehallel 3 mål - Hwang Sun-Hong - Hassan Saeed 2 mål - Zhang Enhua - Widodo Putro - Ronny Wabia - Khodadad Azizi - Karim Bagheri - Haidar Mahmoud - Laith Hussein - Masakiyo Maezono - Kim Do-Hoon - Sami Al-Jaber - Khalid Al-Temawi - Yousuf Al-Thunayan - Nader Jokhadar - Adnan Al-Talyani | 1 mål - Gao Feng - Ma Mingyu - Li Bing - Peng Weiguo - Mehrdad Minavand - Naeim Saadavi - Hussam Fawzi - Khalid Sabbar - Kazuyoshi Miura - Hiroshi Nanami - Naoki Soma - Takuya Takagi - Ko Jeong-Woon - Shin Tae-Yong - Bashar Abdullah - Bader Haji - Hani Al-Saqer - Khalid Al-Muwallid - Ali Al-Sheikh Dib - Dusit Chalermsan - Kiatisuk Senamuang - Abdulrahman Ibrahim - Bakhit Saad - Khamis Saad - Sergey Lebedev - Oleg Shatskikh - Igor Shkvyrin 1 självmål - Hassan Abbas (för Japan) |

## Bästa lag i målskytte
| 14 mål - Iran 11 mål - Saudiarabien 9 mål - Kuwait 8 mål - Förenade arabemiraten 7 mål - Japan - Sydkorea | 6 mål - Kina - Irak 4 mål - Indonesien 3 mål - Syrien - Uzbekistan 2 mål - Thailand |